# Selección de baloncesto de Papúa Nueva Guinea
La selección de baloncesto de Papúa Nueva Guinea es el equipo formado por jugadores de nacionalidad papú neoguineana que representa a la Federación de Baloncesto de Papúa Nueva Guinea en las competiciones internacionales organizadas por la Federación Internacional de Baloncesto (FIBA) o el Comité Olímpico Internacional (COI): los Juegos Olímpicos, la Copa Mundial de Baloncesto y el Campeonato FIBA Oceanía.

## Historia
Fue creada en el año 1963 y es una de las naciones fundadoras del FIBA Oceanía. Participó en ese mismo año por primera vez en los Juegos del Pacífico en donde ganó la medalla de bronce.
Es participante frecuente en los Juegos del Pacífico pero nunca ha jugado en el Campeonato FIBA Oceanía, aunque sí lo hizo en el desaparecido Torneo de Baloncesto de Oceanía en donde terminó en cuarto lugar en el año 2005.
También fue uno de los que participaron en la primera edición de la Copa FIBA Melanesia en 2017 de la cual salió campeón.

## Historial

### Copa Mundial
Resultado General: No ocupa puesto
| Copa Mundial de Baloncesto |
| --- |
| - 1950: No calificó - 1954: No calificó - 1959: No calificó - 1963: No calificó - 1967: No calificó - 1970: No calificó - 1974: No calificó - 1978: No calificó - 1982: No calificó - 1986: No calificó - 1990: No calificó - 1994: No calificó - 1998: No calificó - 2002: No calificó - 2006: No calificó - 2010: No calificó - 2014: No calificó - 2019: No calificó - 2023: No calificó - 2027: TBD |

### Juegos Olímpicos
| Baloncesto en los Juegos Olímpicos |
| --- |
| - Berlín 1936: No calificó - Londres 1948: No calificó - Helsinki 1952: No calificó - Melbourne 1956: No calificó - Roma 1960: No calificó - Tokio 1964: No calificó - México 1968: No calificó - Múnich 1972: No calificó - Montreal 1976: No calificó - Moscú 1980: No calificó - Los Ángeles 1984: No calificó - Seúl 1988: No calificó - Barcelona 1992: No calificó - Atlanta 1996: No calificó - Sídney 2000: No calificó - Atenas 2004: No calificó - Pekín 2008: No calificó - Londres 2012: No calificó - Río 2016: No calificó - Tokio 2020: No calificó - París 2024: No calificó |

## Palmarés
- Juegos del Pacífico:
  -  Subcampeón (1): 1969
  -  Tercer lugar (2): 1963, 1971

- Copa FIBA Melanesia:
  -   Campeón (1): 2017
  -  Subcampeón (1): 2022